# Kampung Baru (Seuruway)
Kampung Baru is een bestuurslaag in het regentschap Aceh Tamiang van de provincie Atjeh, Indonesië. Kampung Baru telt 290 inwoners (volkstelling 2010).